# Hold On to the Nights
Hold On to the Nights ist ein Lied von Richard Marx aus dem Jahr 1987, das von ihm geschrieben und sowohl von ihm als auch von David Cole produziert wurde. Es erschien auf seinem selbstbetitelten Debütalbum.

## Geschichte
Der Text des Liedes ist als Liebeslied zu verstehen.
Die Singleveröffentlichung der Softrockballade war am 3. Mai 1988. Sie wurde Marx’ erster Nummer-eins-Hit in den Billboard Hot 100 und konnte zugleich auch Def Leppards Pour Some Sugar on Me auf Platz zwei halten. In Großbritannien erschien der Song auch als Doppelauskopplung mit dem Song Endless Summer Nights und eine Live-Version des Liedes ist auf Marx Konzert-DVD A Night Out with Friends aus dem Jahr 2012 zu finden.
In der Episode Die Gesetzeshüter von Family Guy konnte man den Song hören und in der Episode Verhängnisvolle Kokos-Kekse / Alle unter einem Mini-Dach / Wahre Hunde-Schönheit kommt von innen / In guten wie in schlechten Zeiten von Life in Pieces sang Richard Marx ihn persönlich.

## Chartplatzierungen
| ChartsChartplatzierungen       | Höchstplatzierung | Wochen |
| ------------------------------ | ----------------- | ------ |
| Vereinigte Staaten (Billboard) | 1 (21 Wo.)        | 21     |

| ChartsJahrescharts (1988)      | Platzierung |
| ------------------------------ | ----------- |
| Vereinigte Staaten (Billboard) | 24          |

## Coverversionen
- 1991: Debbie Gibson